# Col d'Ichère
Le col d'Ichère est un col de montagne situé à l'est de Lourdios-Ichère entre le Sarraillé (1 242 m) et le Layens (1 625 m). Il offre un accès à la vallée d'Aspe à hauteur de Pont-suzon au sud de Sarrance, dans les Pyrénées-Atlantiques.

## Activités

### Cyclisme
Le col d'Ichère est un des passages routiers permettant l'accès entre les vallées d'Aspe et de Barétous. Avec le col de Lie proche, c'est un des rares cols de difficulté modérée proche de ces vallées.

#### Tour de France
| Année | Étape | Catégorie | Premier au sommet | Sens                   |
| ----- | ----- | --------- | ----------------- | ---------------------- |
| 2023  | 5     | 3         | Krists Neilands   | depuis Lourdios-Ichère |
| 2020  | 9     | 3         | Marc Hirschi      | depuis Lourdios-Ichère |
| 2005  | 16    | 3         | Jérôme Pineau     | depuis Lourdios-Ichère |
| 1991  | 12    | 2         | Pascal Richard    | depuis Lourdios-Ichère |
| 1986  | 12    | 2         | Pedro Delgado     | depuis Lourdios-Ichère |
| 1978  | 10    | 3         | Dominique Sanders | depuis Lourdios-Ichère |